# AN/SPS-49雷達
AN/SPS-49是由雷神公司制造的二維遠程空中搜索雷达，可以提供目標方位和測距。 它是美國海軍眾多舰艇以及西班牙、波蘭、中華民國成功級、加拿大的哈利法克斯級和紐西蘭的紐澳軍團級的空中搜索雷達。 曾經与AN/SPY-1一起在神盾巡洋舰上共同操作，但该雷達在例行升级期间被拆除。

## 變體
截至2014年，AN/SPS-49雷達有11種衍生型。
- AN/SPS-49(V)1：基線雷達（裝備航空母艦及兩棲艦艇）
- AN/SPS-49(V)2：沒有相干旁瓣消除功能的(V)1雷達（奧利弗·哈澤德·派里級巡防艦）
- AN/SPS-49(V)3：(V)1雷達，附有雷達視訊處理器(RVP)介面
- AN/SPS-49(V)4：附RVP介面的(V)2雷達（奧利弗·哈澤德·派里級巡防艦）
- AN/SPS-49(V)5：(V)1雷達具有自動目標偵測功能（新威脅升級(NTU)艦艇）
- AN/SPS-49(V)6：具有雙遮蔽電纜和改進了冷卻系統的(V)3雷達（提康德羅加級飛彈巡洋艦）
- AN/SPS-49(V)7：具有(V)6冷卻系統的(V)5雷達
- AN/SPS-49(V)8：(V)5雷達增強型，增加了 AEGIS追蹤器改裝套件
- AN/SPS-49(V)8 ANZ：(V)8雷達經過修改，可與 CelesteTech 9LV-453戰鬥系統連接（紐澳軍團級巡防艦）
- AN/SPS-49(V)9：(V)5雷達，具有中期PRF升級(MPU)
- AN/SPS-49A(V)1：1990年代中期研發。增加每次掃描時對每個目標的徑向速度確認，並改善雜波抑制。

## 連結
- Electronics Technician Volume 4-Radar Systems